# Хърватски коренски правопис
Коренски (т.е коренен) правопис (на хърватски: korijenski pravopis) е популярното название на традиционния хърватски правопис, употребяван от средата на 19-и до началото на 20 век. В официалната среда е заменен през 1892 г. от фонетичния правопис на Иван Броз, като с някои изключения излиза от употреба до края Първата световна война. За кратко е възстановен по време на Независимата хърватска държава, въпреки неодобрението на мнозинството хърватски лингвисти.

## Основни положения
- Изписване на ie при кратък рефлекс на ят и на ije при дълъг: bielo, но bijeli.[1]

- Етимологично изписване на представките, когато са последвани от съгласна: pred- вместо pret-, bez- вместо bes-, nad- вместо nat-, pod- вместо pot-, iz- вместо is-, ob- вместо op- и т.н.

- Етимологично изписване на корените на ред думи: vijestnik вместо vijesnik, vrabče вместо vrapče, obsada вместо opsada, sladko вместо slatko, gostba вместо gozba, srdce вместо srce и др.